# Baltische Sprachen

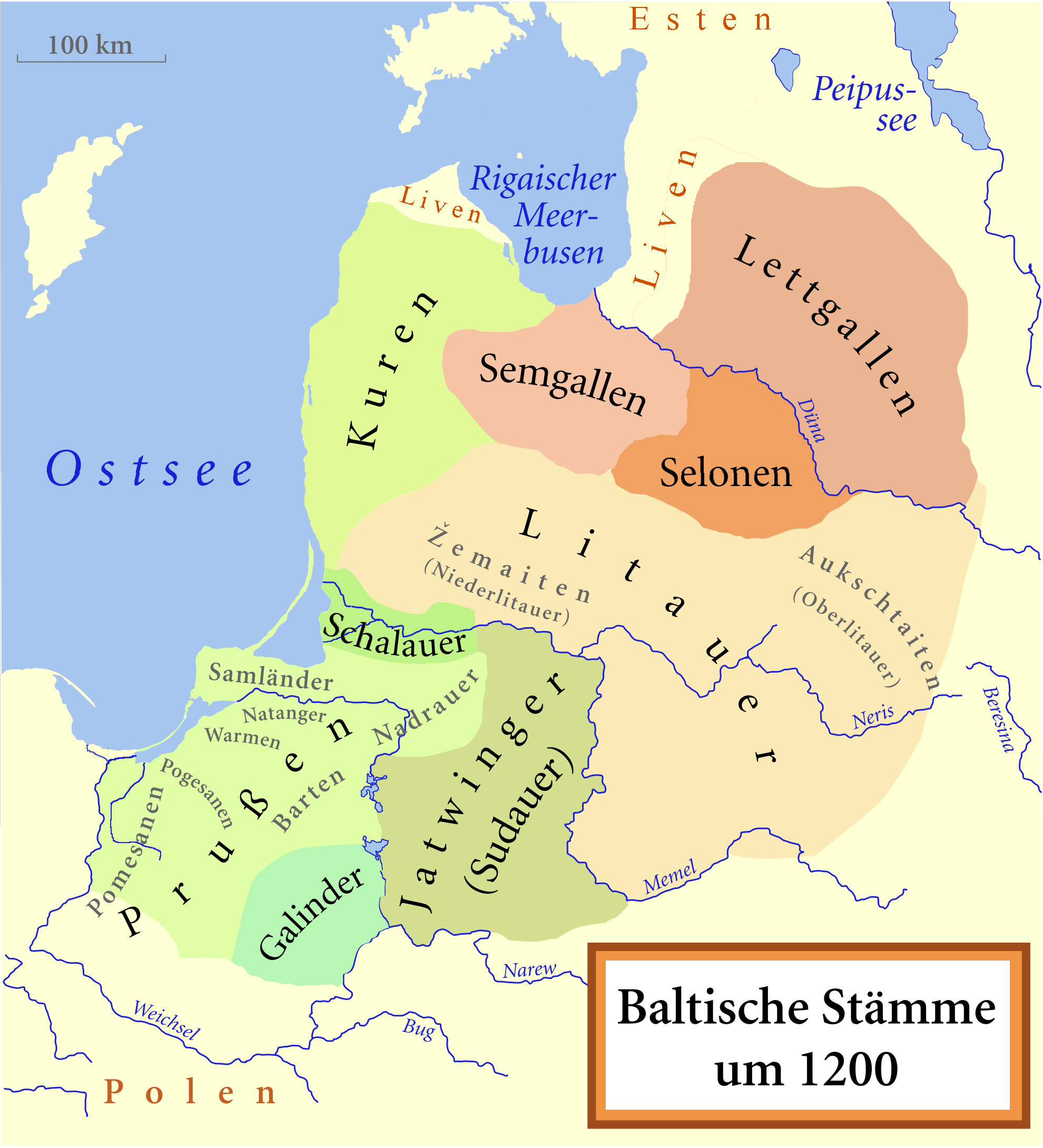
Jeder der um 1200 bekannten baltischen Stammesverbände hatte eine mehr oder weniger gut überlieferte Sprache. Westbaltische Sprachen in Grüntönen, ostbaltische Sprachen in Brauntönen.

Die baltischen Sprachen sind ein Zweig innerhalb der Sprachfamilie der indogermanischen Sprachen, der heute noch aus Litauisch und Lettisch mit einigen Dialekten oder nahestehenden Sprachformen besteht, aber noch in historischer Zeit mehr Sprachen umfasste. Am besten überliefert von diesen untergegangenen Sprachen ist Altpreußisch, auch Prußisch genannt. Die Sprachwissenschaft zur Erforschung der baltischen Sprachen und Kulturen der baltischen Völker ist die Baltistik.

## Gruppen
Die baltischen Sprachen werden meist in zwei Gruppen unterteilt:
- Die ostbaltischen Sprachen: zu ihnen gehören Litauisch, Lettisch, Lettgallisch, Nehrungskurisch fast oder inzwischen vollständig †, Schemaitisch, Selonisch † und Semgallisch †.
- Die westbaltischen Sprachen: zu ihnen gehören Altkurisch †, Altpreußisch †, Galindisch † und Jatwingisch (Jatwigisch, Sudauisch, Sudovisch, Yatwigisch, Yotwingisch) †.[1]

Die einzelnen baltischen Sprachen sind so unterschiedlich, dass sie weitestgehend nicht gegenseitig verständlich sind.
Über die Zuordnung des Altkurischen zur west- oder ostbaltischen Gruppe besteht keine Einigkeit. Eine Lehrmeinung sieht sie als westbaltische Sprache, die sich unter dem Einfluss ostbaltischer Sprachen zum ostbaltischen Typus wandelte. Andere Wissenschaftler lehnen eine Trennung in Ost- und Westbaltisch ab.
Bis auf Litauisch und Lettisch sind alle diese Sprachen im 16. und 17. Jahrhundert ausgestorben. Das Nehrungskurische wird als lettischer Dialekt oder als dem Lettischen nahestehende ostbaltische Sprache klassifiziert und ist nicht mit dem Altkurischen zu verwechseln. Nehrungskurisch stirbt zurzeit aus (2013 sieben Muttersprachler).
Die heute in Lettgallen von über hunderttausend Einwohnern gesprochene lettgallische Sprache wird unterschiedlich eingeordnet: teils als Dialekt des Lettischen und teils als eigenständige Sprache, zumal es Literatur mit eigener Orthographie und Grammatik gibt. Schemaitisch, manchmal auch „Samogitisch“ oder „Niederlitauisch“ genannt, gilt ebenfalls meist als litauischer Dialekt mit unter 500.000 Sprechern, oder als eigene Sprache, für die ebenfalls eine selten geschriebene Literatur mit eigener Orthographie und Grammatik existiert.
Die im nördlichen Baltikum gesprochenen Sprachen Estnisch und Livisch (2013 †) gehören nicht in diese Gruppe, sondern sind Zweige der finno-ugrischen Sprachen, sind also Verwandte des Finnischen und Ungarischen.

## Schriftsprachen und Geschichte
Die ältesten wissenschaftlich verwendbaren schriftlichen Aufzeichnungen baltischer Sprachen stammen vom westbaltischen Altpreußisch (Prußisch) aus dem 14. Jahrhundert aus dem Elbinger Altpreußischen Wörterbuch. Ihnen schlossen sich mehrere kurze Texte und Wörterlisten an, nach der Reformation folgten zwei gekürzte anonyme Übersetzungen von Luthers Kleinem Katechismus 1545 und eine ausführlichere von Pfarrer Abel Will 1561, die durch die Verwendung von Betonungsakzenten und Längungszeichen besonderen Wert für die Erforschung des um 1700 ausgestorbenen Altpreußischen hat.
Erste schriftliche Aufzeichnungen des ostbaltischen Litauischen stammen aus dem 16. Jahrhundert. Das erste Buch ist der übersetzte lutherische Große Katechismus von Martynas Mažvydas (deutsch Martin Mosvid), der 1547 unter Förderung durch Albrecht von Brandenburg-Ansbach gedruckt wurde. Angefertigt wurde er in der evangelischen Universität von Königsberg (dem heutigen Kaliningrad). Ihr folgte eine Übersetzung des Kleinen Katechismus durch den litauisch-preußischen Pfarrer Bartholomäus Willent (litauisch Baltramiejus Vilentas) 1579. Lettische Literatur begann mit dem anonymen Rivius-Katechismus 1586, ebenfalls ein Kleiner Katechismus, dessen erster Teil, der pirmais Katechismus von 1585 stammt, womöglich entstand ein weiterer schon zuvor, der aber nicht erhalten ist.
Die erste litauische Bibelübersetzung stammt 1579–1590 von dem prußisch-deutschen evangelischen Pfarrer Johannes Bretke (litauisch Jonas Bretkūnas), der auch zahlreiche weitere Werke in litauischer Sprache verfasste. Deutlich später, 1683–1685 übersetzte Ernst Glück (lettisch Ernsts Gliks) das Neue Testament ins Lettische.

## Vorgeschichte

### Hypothese der Balto-Slawischen Vorform und indogermanische Charakteristika
Die baltischen und die slawischen Gruppen werden im Allgemeinen auf die Hypothese einer balto-slawischen Vorform zurückgeführt. Eine gemeinsame baltoslawische Vorgängersprache wird darüber hinaus sowohl von lexikostatistischen Untersuchungen als auch glottochronologischen Arbeiten (z. B. Starostin 2004) gestützt. Starostin gibt dort den Zeitpunkt der Trennung mit ca. 1200 v. Chr. an, welches man wegen der inhärenten Ungenauigkeiten der Glottochronologie mit ± 500 Jahren versehen sollte.
Die baltischen Sprachen haben eine Reihe als ursprünglich betrachteter Eigenschaften der indogermanischen Sprachen erhalten, insbesondere eine starke Nutzung der Flexion, die in vielen anderen Sprachen in diesem Umfang verschwunden ist (allerdings ist die Flexion auch in den slawischen Sprachen bis heute im Großen und Ganzen gut erhalten) und der Phonetik. Die Sprachwissenschaft der Baltistik, die sich mit der Erforschung der baltischen Sprachen beschäftigt, ist deshalb traditionell bis in die Gegenwart mit der Indogermanistik eng verbunden. Unter den modernen europäischen Sprachen sind die baltischen Sprachen diejenigen, die die größte Ähnlichkeit mit dem altindischen Sanskrit aufweisen.
Das westbaltische Altpreußisch gilt dabei als besonders archaisch. Neben seiner Verwandtschaft mit den ostbaltischen Sprachen zeigte es viele Besonderheiten, die im Lettischen und Litauischen nicht vorhanden sind. Das immer noch verhältnismäßig eigenständige Litauische ist wiederum deutlich archaischer als das Lettische, das starke Einflüsse aus dem deutschen, finno-ugrischen, skandinavischen und russischen Raum aufgenommen hat.

### Frühe baltisch-germanische Gemeinsamkeiten
Die erschlossenen Frühformen des Baltischen und Germanischen weisen einige spezifische Gemeinsamkeiten auf; sie betreffen insbesondere die verbale Stammbildung sowie die Personalpronomina und die Zahlwörter (Numeralia). Auffällig sind vor allem die übereinstimmenden Dualformen der Personalia, die wahrscheinlich bereits zu einer Zeit entstanden, als sich die Vorform der späteren germanischen Sprachen („Prägermanisch“) phonologisch noch nicht allzu sehr vom Urbaltischen dieser Zeit unterschied, also noch vor der ins 2. Jahrtausend zu datierenden Satemisierung des Baltischen. Andere germanisch-baltische Gemeinsamkeiten, etwa die Zahlwörter für ‚elf‘ und ‚zwölf‘ und die Wörter für ‚Tausend‘, ‚Leute‘, ‚Gold‘ und ‚Roggen‘ sind dagegen offenbar jünger und am ehesten durch Entlehnung zu erklären.

### Prähistorische Verbreitung baltischer Sprachen

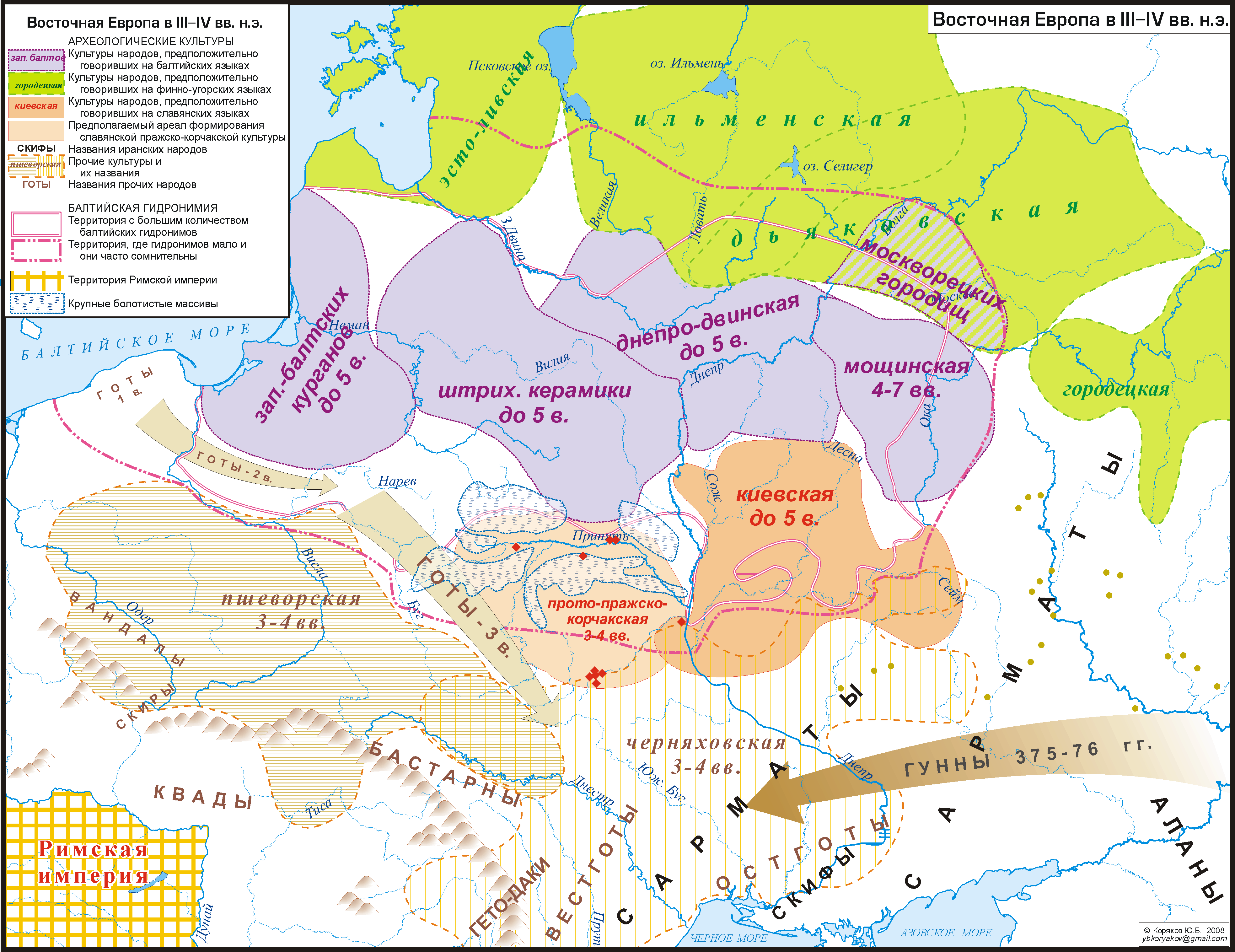
Osteuropa 3.–4. Jahrhundert. Baltische Kulturen (graulila) mit den Grenzen des häufigen (Doppelband) und sporadischen (Doppelpunkt-Strich-Band) Auftretens baltischer Hydronyme. Von West nach Ost: Westbaltische Hügelgräberkultur, Strichkeramik-Kultur, Dnepr-Dwina-Kultur, Moschtschiny-Kultur und Moskauer Kultur (schraffiert, weil umstritten). Grün: finno-ugrische Kulturen, ocker: slawische frühe Prag-Kortschak-Kultur (heller, nach jüngeren Forschungen wohl weiter verbreitet) und Kiewer Kultur (dunkleres ocker). Schwarze Schrift: iranische Stämme, graue Schrift: sonstige Kulturen und Stämme mit Expansion der Goten (grauer) und Hunnen (brauner Pfeil). Karte des Linguarium-Projektes der Lomonossow-Universität.

In Überprüfung älterer Forschungshypothesen von Max Vasmer, Kazimieras Būga und Alexei Sobolewski einer einst wesentlich weiteren Ausdehnung des baltischen Sprachgebietes nach Osten untersuchten die sowjetischen Sprachwissenschaftler Oleg Trubatschow und Wladimir Toporow bis 1961/62 Hydronyme in Belarus, Polen, Zentralrussland und Umgebung, denn diese Gewässernamen konservieren am längsten die Sprachform vorheriger Bewohner der Regionen. Dabei kamen sie zu dem Ergebnis, dass Hydronyme baltischer Herkunft in der Großregion begrenzt von der unteren Weichsel, dem Narew, dem Westlichen Bug und den Prypjatsümpfen im Süden über das gesamte Becken des oberen Dnepr bis zur Oka im südwestlichen Zentralrussland und im Norden begrenzt vom Einzugsgebiet der Düna eine so mehrheitliche Häufung von Hydronymen aus baltischen Sprachen aufweisen, dass heute weithin anerkannt ist, dass es in der Region eine lang anhaltende konstante Besiedlung mit baltischsprachiger Bevölkerung gegeben haben muss, wahrscheinlich von der Entstehungszeit des Baltischen um 1200 v. Chr. bis zur slawischen Expansion im 6.–8. Jahrhundert n. Chr. und später. In Regionen darüber hinaus lassen sich sporadisch Hydronyme baltischer Herkunft beobachten, wo vielleicht nur vorübergehend, kurzzeitig oder teilweise Baltisch gesprochen wurde. Besonders die Begrenzung nach Westen über die Weichsel hinaus, vielleicht nach Hinterpommern oder sogar bis Mecklenburg, und nach Nordosten in die Moskauer Umgebung ist umstritten, nach Westen sind die zunehmend seltenen Hydronyme vielleicht auch indogermanisch.
In den folgenden Jahren wurde das Bild mit dem Archäologen Walentin Sedow abgerundet und einige archäologische Kulturen ließen sich identifizieren, deren Träger mit großer Sicherheit baltisch sprachen. Sedow arbeitete heraus, dass in der Großregion archäologisch keine größeren Bevölkerungsverschiebungen, Kriegshandlungen und Migrationen zu beobachten waren. Die Kulturen des 1. Jahrtausends v. Chr. gingen schrittweise in Nachfolgekulturen des 1. Jahrtausends n. Chr. auf jeweils fast identischem Verbreitungsgebiet über. Auch die slawische Expansion scheint anfangs nur eine minderheitliche Einwanderung slawischsprachiger Stammesverbände aus der südlich benachbarten Kiewer Kultur gewesen zu sein, ohne Spuren von Gewalt oder Bevölkerungsveränderungen (während sich im nördlicheren Russland ein slawisches Siedlungszentrum im Großraum um den Ilmensee bildete). In den folgenden Jahrhunderten scheinen baltische und slawische Sprachen in der Region noch lange in Mehrsprachigkeit koexistiert zu haben, bis die slawischen die baltischen allmählich zurückdrängten. Dieses Bild ist heute allgemein anerkannt, archäologische Funde der 1980er Jahre revidierten es nur zur Völkerwanderungszeit im 4.–6. Jahrhundert n. Chr., in der es gewaltsame Bevölkerungsverschiebungen gegeben hatte. Einige Balten scheinen sich nach Funden auch der Völkerwanderung selbst angeschlossen zu haben.
Noch in historischer Zeit einsetzender Schriftquellen ab dem 10. Jahrhundert ist ein Rest der östlichen Dnepr-Balten bekannt: die Goljad (Eigenbezeichnung etwa: Galend/Galind) an der Protwa südwestlich von Moskau, die endgültig erst im 13. Jahrhundert von russischen Fürsten unterworfen wurden und deren Sprache wohl bis zum 15. Jahrhundert assimiliert wurde. Es gibt aber noch ein Substrat baltischer Lehnwörter in den russischen Mundarten an der Protwa. Ältere Hypothesen einer Identität der Galend mit den Galindern im südlichen Ostpreußen lehnen viele Forscher heute ab. Wahrscheinlich bedeuten beide Ethnonyme gleichermaßen baltisch „am Rand/in der Tiefe wohnende“.
Zu welchem baltischen Sprachzweig die untergegangenen Dialekte der Dnepr-Balten gehörten, lässt sich anhand der Lehnwörter und Gewässer- und Ortsnamen nur begrenzt und unter Vorbehalten rekonstruieren. Es scheint aber so zu sein, dass sie keinem der beiden „maritimen“ Zweige Ostbaltisch und Westbaltisch angehörten, sondern weitere (wahrscheinlich drei) Zweige der baltischen Sprachen gebildet hatten.